# All Cheerleaders Die
Pour plus de détails, voir Fiche technique et Distribution.
All Cheerleaders Die est une comédie horrifique américaine réalisée par Lucky McKee et Chris Sivertson (en), sorti en 2013.

## Synopsis
Les chearleaders et les joueurs de l'équipe de foot règnent sur ce petit lycée Américain dans lequel une tragédie a eu lieu. Une chearleader qui n'a pas été rattrapée à temps par son coéquipier s'est brisé la nuque et est décédée à cause du choc. Cela pousse une de ses amies, Maddie, à se venger de toutes les personnes populaires qui prétendaient être les amis de la fille décédée. Elle devient à son tour chearleader, et lors d'une soirée organisée par les chearleaders et les joueurs de foot, les événements dégénèrent et la voiture des filles finit au fond d'un lac. La jeune sorcière Leena réussit à ressusciter ses amies qui sont mortes dans l'accident de voiture, mais qui ont besoin de se nourrir du sang de personnes vivantes pour pouvoir survivre. S'ensuit ensuite meurtre sur meurtre, jusqu'à ce qu'un des joueurs de foot se rende compte de ce qui se passe.

## Fiche technique
- Titre : All Cheerleaders Die
- Réalisation : Lucky McKee, Chris Sivertson (en)
- Scénario : Lucky McKee, Chris Sivertson
- Société de production : Modernciné
- Photographie :
- Musique :
- Langue d'origine : Anglais américain
- Pays d'origine :  États-Unis
- Genre : Comédie horrifique et fantastique
- Lieux de tournage : Los Angeles, Californie, États-Unis
- Durée : 89 minutes
- Date de sortie :
  - Canada : 5 septembre 2013 au Festival international du film de Toronto en avant-première
- Interdit aux moins de 12 ans

## Distribution

### Acteurs principaux
- Caitlin Stasey (VFB : Sophie Frison) : Maddy Killian
- Sianoa Smit-McPhee (VFB : Marcha Van Boven) : Leena Miller
- Brooke Butler (VFB : Séverine Cayron) : Tracy Bingham
- Amanda Grace Cooper (VFB : Élisabeth Guinand) : Hanna Popkin
- Reanin Johannink (VFB : Delphine Moriau) : Martha Popkin
- Tom Williamson (VFB : Nicolas Matthys) : Terry Stankus
- Chris Petrovski (VFB : Maxime Donnay) : George Shank
- Leigh Parker (VFB : Pierre Le Bec) : Manchester 'Manny' Mankiewitz
- Nicholas S. Morrison : Ben Fector
- Jordan Wilson (VFB : Alexis Flamant) : Vik De Palma
- Felisha Cooper (en) (VFB : Maia Baran) : Alexis Grace Andersen

### Acteurs secondaires
- Sidney Allison : Taylor
- Charon R. Arnold : le footballeur 25
- Shay Astar : madame Wolf
- Sam Bean : Moochie
- Nicholas Bloom : Nicholas
- Nadia Boceski : Kayle
- Michael Bowen : Larry
- Shane Bowen : Rock
- Brandon Hampton : un footballeur
- Jesse Hlubik : coach Bantari
- Margarito : Gardner
- Mike McKee : Coach Wolf
- Cody Saintgnue : Cody

Version française d'après le carton de doublage
- Société de doublage : Dubbing Brothers (Belgique)
- Direction artistique : Véronique Fyon
- Adaptation des dialogues : Patrick Taieb